# 王成斌
王 成斌（おう せいひん、1928年1月15日 - ）は中華人民共和国の軍人。陸軍中将。

## 概要
1928年1月15日山東省煙台市掖県（現萊州市）生まれ。軍歴を重ね中将。北京軍区司令員など軍要職を歴任した。常州市副市長の王成斌とは同姓同名の別人。

## 来歴
- 1928年 山東省に生まれる
- 1944年8月 革命に参加
- 1945年 八路軍に参加
- 1945年10月 中国共産党入党
- 1985年6月 南京軍区副司令員
- 1990年4月 北京軍区司令員
- 1998年7月 中将